# Iambe

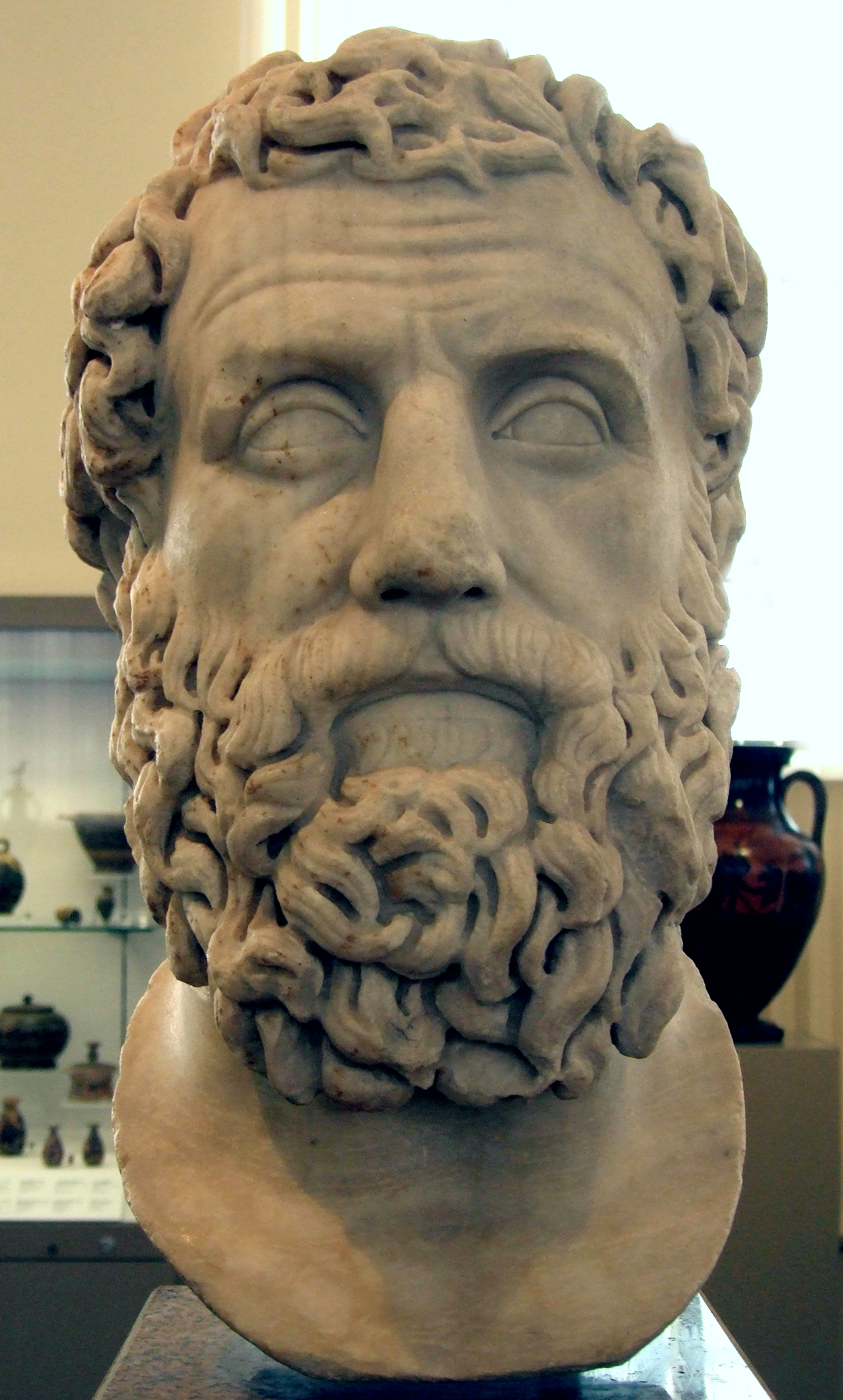
Archiloque.

En poésie, l’iambe, ou ïambe, est un pied composé d’une syllabe brève suivie d’une longue : en scansion, il est donc noté | ∪ — |.
Dans les formes de poésie scandée, comme en grec ou en latin, le pied ne correspond pas habituellement à une syllabe : il est plutôt une unité rythmique, comme le temps en musique. Il peut alors se composer de deux syllabes, une brève suivie d’une longue (ïambe), une longue suivie d’une brève (trochée), voire une longue suivie de deux brèves (dactyle), deux longues (spondée), etc.
En français, l’ïambe est plus difficile à illustrer, car le pied correspond à la syllabe et les syllabes sont assez homogènes (diphtongues brèves, plus de distinction claire entre syllabe brève et longue, peu d'accentuation). L'exemple le plus familier où le pied ne correspond pas à la syllabe est celui du e muet à la fin d'un mot : un pied peut alors être constitué de deux syllabes, ici une longue et une courte (trochée). Si l'on prononce le mot « pieuse » sur un pied de deux syllabes (diérèse), on s'approche d'un ïambe, la première partie ("pi") étant brève et la seconde ("euse") plus longue. Mais une plus claire illustration est encore le mot "ïambe" lui-même, constitué d'une syllabe courte, "i", suivie d'une longue, "ambe".
Dans la poésie française, on n'utilise guère le terme qu'au pluriel, pour désigner des pièces lyriques.
L'anglais, qui utilise fréquemment diphtongues et même triphtongues, distingue clairement syllabes longues et brèves, ainsi que syllabes accentuées et atones. Un pied n'y correspond donc pas à une syllabe unique, et la métrique anglaise est très différente de la française. L'accentuation des syllabes est même plus importante que leur longueur, et l’ïambe anglais est constitué d'une syllabe atone suivie d'une accentuée (ceci correspondant souvent, mais pas toujours, à la longueur des syllabes). Voici sans doute l'exemple le plus connu de pentamètre iambique :
"A horse! A horse! My kingdom for a horse!" (William Shakespeare, Richard III)
L'iambe est depuis son origine associé à la raillerie.

## Origine
Il trouve son origine dans la poésie grecque antique, où il est le pied de base du trimètre iambique : ce vers, composé de trois paires d’iambes, est souvent employé dans les dialogues des tragédies et des comédies. Dans la poésie latine, le vers correspondant est le sénaire iambique.

### Origine mythique
Les anciens croyaient que le nom de la poésie iambique provenait de la thracienne Iambé, fille de Pan et Écho et servante dans la demeure du roi Hippothoon, qui aurait, en dansant au mètre iambique, réussit à faire rire la déesse Déméter quand celle-ci cherchait partout sa fille Perséphone, d'autres disant que Iambé était une femme s'étant pendue conséquemment aux discours tranchants auxquels elle s'était livrée.

## Étymologie
Ce mot est issu du grec ἴαμϐος / ḯambos., qui peut désigner le pied formé d’une brève et d’une longue, ou le vers composé d'iambes, ou encore un poème iambique.

## Prononciation et orthographe: iambe, ou ïambe
L’iambe ([jɑ̃b]) ou ïambe ; les deux orthographes cohabitent.
Littré ne donne que l'orthographe avec tréma, mais indique en remarque : "L'Académie met un tréma sur l'i de ïambe ; mais ce tréma est tout à fait inutile."
La prononciation peut soulever deux questions : faut-il faire la diérèse ? Faut-il faire l'élision ?
Si l'on met un tréma, il semble logique de faire la diérèse. En revanche, même sans tréma on peut faire la diérèse. Quant à l'élision, elle doit normalement être faite. Mais Littré lui-même l'oublie dans sa remarque sur le tréma.

## Mètres iambiques

### Monomètre iambique
Le monomètre iambique, dans son schéma le plus pur, est composé de deux iambes :
| ∪ — ∪ — |
Très court, il est surtout employé dans des exclamations.

### Dimètre iambique
Le dimètre iambique, dans son schéma le plus pur,  est composé de quatre iambes :
| ∪ — ∪ — | ∪ — ∪ — |

### Trimètre iambique
Le trimètre iambique, dans son schéma le plus pur,  est composé de six iambes :
| ∪ — ∪ — | ∪ // — ∪ // — | ∪ — ∪ — |
Ce vers peut être employé seul, par exemple chez les iambographes (Archiloque, Sémonide d'Amorgos, Hipponax), qui fournissent les exemples les plus anciens et les plus purs de trimètre. La rigueur, c'est-à-dire le faible nombre de résolutions (en général, pas plus d'une par vers), est imitée par les épigrammatistes ultérieurs : Léonidas de Tarente, Palladas et Agathias.
Le trimètre iambique est le vers du théâtre. C'est le cas de la comédie (Aristophane, Ménandre), où tous les pieds, à l'exception du dernier, peuvent être remplacés par des vers de trois syllabes. On le trouve également dans le drame satyrique (Le Cyclope, d'Euripide) et dans la tragédie. Dans ce dernier genre, les résolutions (substitutions d'un pied à l'iambe) sont rares chez Eschyle et Sophocle, mais plus fréquente chez Euripide.

### Grands mètres iambiques au sens moderne
En métrique accentuelle, on appelle tétramètre iambique, dans son schéma le plus pur, un vers composé de quatre iambes, pentamètre iambique un vers de cinq iambes et sénaire iambique, un vers de six iambes.
Si le mot mètre était pris au sens de la métrique antique, ces termes auraient un autre sens : un tétramètre aurait huit pieds, un pentamètre dix pieds.